# 入東谷村
入東谷村（いりひがしだにむら）は、かつて新潟県古志郡にあった村。

## 沿革
- 1889年（明治22年）4月1日 - 町村制施行に伴い古志郡来伝村、松尾村、寒沢村、栗山沢村、吹谷村が合併し、入東谷村が発足。
- 1955年（昭和30年）3月31日 - 栃尾市に編入され消滅。